# Odontodrassus hondoensis
Odontodrassus hondoensis är en spindelart som först beskrevs av Saito 1939.  Odontodrassus hondoensis ingår i släktet Odontodrassus och familjen plattbuksspindlar. Inga underarter finns listade i Catalogue of Life.